# Вікіпедія мовою орія
Вікіпедія мовою орія (орія ଓଡ଼ିଆ ଉଇକିପିଡ଼ିଆ) — розділ Вікіпедії мовою орія. Створена у 2002 році. Вікіпедія мовою орія станом на 19 серпня 2025 року містить 19 723 статті, 39 348 зареєстрованих користувачів, 59 активних дописувачів, 4 адміністраторів
. Загальна кількість сторінок у Вікіпедії мовою орія — 84 291, редагувань — 564 435, завантажених файлів — 170
. Глибина (рівень розвитку мовного розділу) Вікіпедії мовою орія середня і становить 71.8 пунктів
. 

## Історія
- Серпень 2007 — створена 100-та стаття[3].
- Червень 2011 — створена 1 000-на стаття[3].
- Жовтень 2015 — створена 10 000-на стаття[3].